# Johanna Chiefo
Johanna Chiefo (Buenos Aires; 29 de abril de 1988) es una actriz, guionista y productora argentina. Es conocida por protagonizar la serie Supernova (2022) de Prime Video, donde interpretó a Nicolasa Muriel. Por ese rol estuvo nominada a los premios Produ Awards y Cóndor de plata en la categoría actriz revelación. 

## Biografía
Nació el 29 de abril de 1988 en la Ciudad de Buenos Aires. Desde los 9 años de edad tomó clases de actuación. Su primera participación en teatro fue en 1999 como protagonista de Abril, el futuro se acerca, una adaptación de Cómo temblabas al nacer de Alejandro Quesada, dirigida por Juan Palacios. 
Se formó con Raúl Serrano, Ricardo Bartis, Nora Moseinco, Alejandro Catalán y Pompeyo Audivert. También estudió Ciencias de la comunicación en la UBA.
Luego de recorrer la escena teatral independiente se lanzó a escribir una serie, originalmente titulada Gorda Puta. Ese trabajo obtuvo un premio del INCAA junto al productor Hernán Virues y consiguió la atención de Prime Video durante las rondas de pitch de Ventana Sur (2018). Para llevar adelante el proyecto, Johanna se asoció a Kapow y Canal 9 en carácter de creadora y productora ejecutiva sumando luego a la cineasta Ana Katz (ganadora en Róterdam 2021) como guionista, directora y showrunner. Finalmente se estrenó Supernova (2022) en Prime Video y Johanna obtuvo el rol protagónico. 
Supernova fue bien recibida por la crítica y obtuvo tres nominaciones en los Produ Awards, cinco en los Cóndor de Plata y una en los Martín Fierro, donde recibió un galardón por la participación de Nancy Duplaá. Luego de su estreno en Latinoamérica y Estados Unidos, se expandió a Rusia y Europa del Este bajo el nombre СВЕРХНОВАЯ.
En el año 2022, Johanna fue convocada por la directora  Jazmín Stuart para ser parte de Medusa, serie próxima a estrenarse, donde comparte elenco con Soledad Villamil, Candela Vetrano, Violeta Urtizberea, Gastón Dalmau y Martín Slipak. En 2023 participó del rodaje de dos series próximas a estrenarse: Previa de Chaya Miranda y El fin del amor 2 de Erika Halvorsen, dirigida por Daniel Barone y protagonizada por Lali Espósito.

### Premios y nominaciones
| Año  | Galardón        | Terna             | Programa  | Resultado |
| ---- | --------------- | ----------------- | --------- | --------- |
| 2022 | Produ Awards    | Actriz Revelación | Supernova | Nominada  |
| 2022 | Cóndor de plata | Actriz Revelación | Supernova | Nominada  |